# Colți
Colți è un comune della Romania di 1 249 abitanti, ubicato nel distretto di Buzău, nella regione storica della Muntenia.
Il comune è formato dall'unione di 4 villaggi: Aluniș, Colți, Colții de Jos, Muscelul Cărămănesc.